# Renato Birolli
Renato Birolli (* 10. Dezember 1905 in Verona; † 3. Mai 1959 in Mailand) war ein italienischer Maler.

## Leben
Birolli wurde als Sohn einer Industriearbeiterfamilie geboren. 1923 zog Birolli nach Mailand um und gründete dort eine Künstlergruppe zusammen mit anderen avantgardistischen Malern wie Renato Guttuso, Giacomo Manzù und Aligi Sassu.
Renato Birolli beginnt bei seiner Malerei mit expressionistischen Ausdrucksformen, die von der Kunst Vincent van Goghs und James Ensor beeinflusst sind.
1936 besucht er Paris und beginnt sich für den Fauves zu interessieren.
1937 war Birolli Mitbegründer der Künstlerbewegung Corrente. Er schrieb Artikel in diversen Zeitschriften. Seine Aktivitäten führten zu einer zeitweiligen Inhaftierung im faschistischen Italien. Birolli tritt der Kommunistischen Partei Italiens bei und unterstützt die italienische Resistenza.
Birolli zog 1947 nach Paris und wird dort von der Kunst von Henri Matisse und Pablo Picasso inspiriert und beginnt seine künstlerische Ausdrucksform zu einer Art von Post-Kubismus zu verändern. Später wird er seinen eigenen Stil in einer lyrischen Form der abstrakten Malerei finden.
1947 trat Birolli der Künstlerbewegung Fronte Nuovo delle Arti bei.
Nach der Spaltung der Fronte Nuovo delle Arti gründete er 1952 die Gruppe Gruppo degli Otto zusammen mit den Künstlern Afro Basaldella, Ennio Morlotti, Antonio Corpora, Emilio Vedova, Giuseppe Santomaso, Giulio Turcato und Mattia Moreni.
Nach 1948 wurden seine Werke mehrfach auf der Biennale von Venedig gezeigt.
Er war Teilnehmer der documenta 1 (1955) und (posthum) der documenta II im Jahr 1959 in Kassel.